# Yaşarlı, Bozkurt
Yaşarlı là một xã thuộc huyện Bozkurt, tỉnh Kastamonu, Thổ Nhĩ Kỳ. Dân số thời điểm năm 2008 là 200 người.